# Robert Ndip Tambe
Robert Ndip Tambe (* 22. Februar 1994 in Buea) ist ein kamerunischer Fußballspieler auf der Position des Stürmers. Er gewann mit der kamerunischen Nationalmannschaft den Afrika-Cup 2017.

## Karriere

### Verein
Ndip Tambe begann seine Fußballkarriere in seinem Heimatort beim Cinyodev FC, von wo er an die Njala Quan Sports Academy wechselte. 2013 bestritt er in sein erstes Spiel in der Première Division.
2014 wechselte Ndip Tambe zu LZS Piotrówka in die vierte polnische Liga. Am Ende der Saison 2014/15 stieg er mit Piotrówka in die 3. Liga auf. Im Januar 2016 unterschrieb Ndip Tambe einen Zweijahresvertrag bei dem slowakischen Klub Spartak Trnava. Nach der Saison 2016/17 wechselte er zu Adana Demirspor in die zweite türkische Liga. Dort bestritt er 28 Spiele, in denen er zwölf Tore erzielte. Im Juli 2018 gab der amtierende rumänische Meister CFR Cluj die Verpflichtung Ndip Tambes bekannt. Von dort wurde er im Januar 2019 an den moldauischen Meister Sheriff Tiraspol ausgeliehen. Ein Jahr später wurde der Vertrag mit Cluj aufgelöst. Von Februar 2020 bis März 2023 spielte Ndip Tambe in der zweiten chinesischen Liga für Shaanxi Chang’an Athletic. Für den Verein bestritt er 55 Ligaspiele. Hierbei erzielte er zwanzig Tore. Zu Beginn der Saison 2023 wechselte er zum ebenfalls in der zweiten Liga spielenden Jinan Xingzhou FC.

### Nationalmannschaft
Ndip Tambe debütierte am 3. September 2016 im Qualifikationsspiel zum Afrika-Cup 2017 gegen Gambia in der kamerunischen Nationalmannschaft.
Nach erfolgreicher Qualifikation wurde Ndip Tambe von Nationaltrainer Hugo Broos für das Turnier nominiert. Er wurde in fünf Spielen eingesetzt, darunter im Finale gegen Ägypten. In diesem Spiel wurde er nach der ersten Halbzeit ausgewechselt. Der für ihn ins Spiel gekommene Vincent Aboubakar erzielte den entscheidenden Treffer zum 2:1, der Kamerun zum Afrikameister 2017 machte.

## Erfolge
- Rumänischer Fußball-Supercup: 2018
- Moldauische Meisterschaft: 2019
- Moldauischer Pokalsieger: 2019
- Afrikameister: 2017